# إسداء الخدمات (فلم)
إسداء الخدمات (بالإنجليزية: Pay It Forward)، هي فيلم أمريكي مقتبس من الكتاب يحمل نفس عنوان الفيلم للكاتبة كاثرين ريان هايد، أنتج الفيلم سنة 2000م وهي فيلم دراما أمريكية صورت في ولاية نيفادا وبالتحديد من محافظة لاس فيغاس، من بطولة كيفين سبيسي وهيلين هنت وهالي جويل أوزمنت.

## وصلات خارجية
- مقالات تستعمل روابط فنية بلا صلة مع ويكي بيانات
- Pay It Forward على يوتيوبinformational video at يوتيوب
- Pay It Forward UK fundraising program enabling giving to others through your everyday spending